# Pio de Saboia
'Pio, Pio di Carpi e mais tarde Pio di Savoia, é uma antiga família nobre italiana, com referências que remontam a meados do século XIV. Depois de terem disputado por muito tempo a cidade de Modena com a Casa de Este, em 1336 finalmente concordaram em renunciar à sua posse com a condição de manterem o domínio menor de Carpi, o que veio a contecer durante quase 200 anos. Mais tarde adquiriram, entre outros, os feudos menores de Sassuolo, Meldola e Sarsina. Vários membros da família distinguiram-se como condottieri, diplomatas ou eclesiásticos.

## Descrição
Alberto Pio, falecido em 1463, obteve da Casa de Saboia em 1450 o privilégio de adicionar "di Savoia" ao seu sobrenome como recompensa por seus serviços militares. Outro Alberto Pio, embaixador em Roma ao serviço do Sacro Império Romano-Germânico e mais tarde da  França, ganhou fama como homem de conhecimento, mas em 1525 foi destituído do condado de Carpi por felonia pelo Imperador Carlos V. O sobrinho de Alberto, o cardeal Rodolfo Pio da Carpi, era um conselheiro de confiança de Pio III e ajudou a estabelecer a Inquisição em Milão.
Ascanio Pio (1587-1649) foi um poeta dramático de algum mérito. O seu filho, o cardeal Carlo Pio di Savoia comprou do papa o título de príncipe de San Gregorio para aumentar o prestígio da família. O meio-irmão de Carlo Giberto Pio (ca 1637–1676), que herdou o principado, mudou-se para Espanha, onde, através de seu casamento com Joana de Moura Corte Real y Moncada,adquiriu para a família o título meramente nominal de Marquês de Castelo Rodrigo e o título efetivo de Duque de Nocera (referente à localidade de Nocera de' Pagani no Reino de Nápoles na época sob suzerania da Espanha). Em 1720, o título de Grande de Espanha foi conferido a seu filho Francesco Pio de Saboya y de Moura, ex-governador de Madrid e Capitão General da Catalunha. Os tópónimo de Colina de Príncipe Pío e a estação de metropolitano Príncipe Pío, em Madrid, tem o seu nome como epónimo.